# Anton Unterkofler
Anton Unterkofler (Schwarzach im Pongau, 12 april 1983) is een Oostenrijkse snowboarder. Hij vertegenwoordigde zijn vaderland op de Olympische Winterspelen 2014 in Sotsji.

## Carrière
Unterkofler maakte zijn wereldbekerdebuut in januari 2001 in Bad Gastein, drie jaar later scoorde hij daar zijn eerste wereldbekerpunten. In oktober 2007 behaalde de Oostenrijker in Sölden zijn eerste toptienklassering in een wereldbekerwedstrijd. Op 19 januari 2008 stond Unterkofler in La Molina voor de eerste maal in zijn carrière op het podium van een wereldbekerwedstrijd.
Op de FIS wereldkampioenschappen snowboarden 2011 in La Molina eindigde Unterkofler als vijfde op de parallelreuzenslalom. In Stoneham nam de Oostenrijker deel aan de FIS wereldkampioenschappen snowboarden 2013. Op dit toernooi eindigde hij als vijftiende op de parallelreuzenslalom. Op 13 december 2013 boekte hij in Carezza zijn eerste wereldbekerzege. Tijdens de Olympische Winterspelen van 2014 in Sotsji eindigde Unterkofler als zeventiende op de parallelslalom en als 22e op de parallelreuzenslalom.

## Resultaten

### Olympische Winterspelen
| Jaar | Plaats | Resultaten                                  |
| ---- | ------ | ------------------------------------------- |
| 2014 | Sotsji | 17e Parallelslalom 22e Parallelreuzenslalom |

### Wereldkampioenschappen
| Jaar | Plaats    | Resultaten               |
| ---- | --------- | ------------------------ |
| 2011 | La Molina | 5e Parallelreuzenslalom  |
| 2013 | Stoneham  | 15e Parallelreuzenslalom |

### Wereldbeker
Eindklasseringen
| Seizoen   | Algm | PAR | PGS | PSL |
| --------- | ---- | --- | --- | --- |
| 2003/2004 | –    | 64e | –   | –   |
| 2004/2005 | –    | 59e | –   | –   |
| 2005/2006 | 210e | 51e | –   | –   |
| 2006/2007 | 102e | 34e | –   | –   |
| 2007/2008 | 17e  | 11e | –   | –   |
| 2008/2009 | 92e  | 27e | –   | –   |
| 2009/2010 | 22e  | 13e | –   | –   |
| 2010/2011 | 44e  | 24e | –   | –   |
| 2011/2012 | –    | 12e | –   | –   |
| 2012/2013 | –    | 20e | 13e | 36e |
| 2013/2014 | –    | 12e | 5e  | 28e |

Wereldbekerzeges
| Datum            | Plaats  | Onderdeel            |
| ---------------- | ------- | -------------------- |
| 13 december 2013 | Carezza | Parallelreuzenslalom |